# Saint-Aubin-de-Terregatte
Saint-Aubin-de-Terregatte is een gemeente in het Franse departement Manche (regio Normandië) en telt 678 inwoners (2005). De plaats maakt deel uit van het arrondissement Avranches.

## Geografie
De oppervlakte van Saint-Aubin-de-Terregatte bedraagt 21,1 km², de bevolkingsdichtheid is 32,1 inwoners per km².
De onderstaande kaart toont de ligging van Saint-Aubin-de-Terregatte met de belangrijkste infrastructuur en aangrenzende gemeenten.

## Demografie
Onderstaande figuur toont het verloop van het inwonertal (bron: INSEE-tellingen).

1. ↑  Populations de référence 2022.